# القرحة (نجم)
القرحة أو كسي الملتهب Xi Cephei اسمه التقليدي Kurhah مشتق من الاسم العربي. وهو نجم مزدوج في كوكبة الملتهب. ينتمي إلى الفئة الطيفية A3/6Vm ويملك قدر ظاهري +4.29. ويبعد 100 سنة ضوئية عن الأرض.